# カード

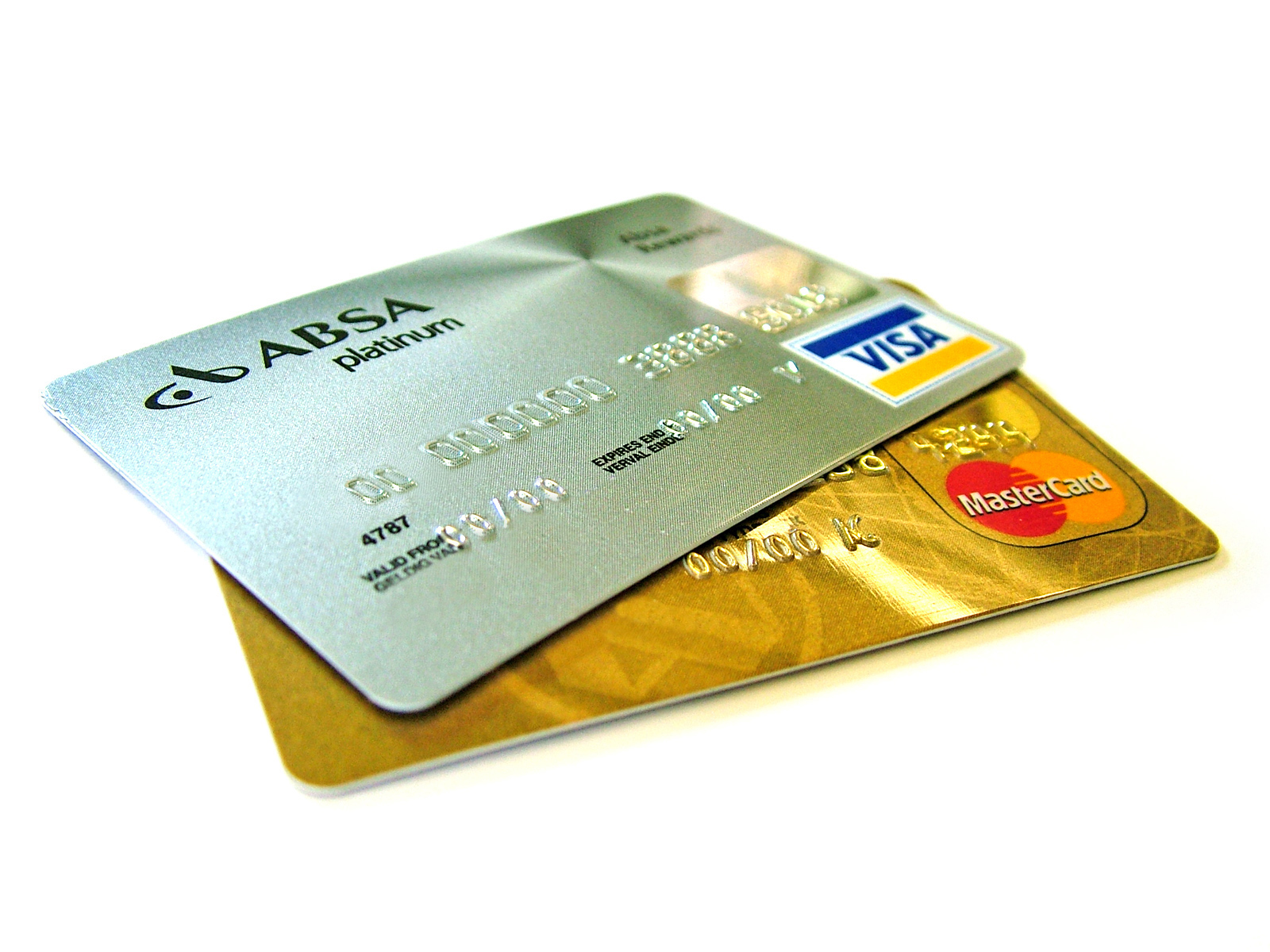
クレジットカード

カード（card）とは、紙、プラスチック、金属などでできた、手に持てる大きさと薄さの物質に、なんらかの情報を物理的または電気的に記録し、それらを交換・確認のために用いる道具の名称。
本来は、簡単な識別子や伝文など、文字を記録するためのものだったが、その形が持ち運びなどにおいて利便性があったため、さまざまな用途に使われるようになった。
「カルタ」および診療録を意味する「カルテ」は、カードを意味する他の言語（ポルトガル語: carta / ドイツ語: Karte）に由来する。

## カードの形状
カードは長方形であることが多い。角に丸みのあるものや、情報の区別（ソートなど）を目的に手で触るだけで判断できるよう端に切り欠きをつけたカードもある。
情報内容を機械で読み込むために、カードの大きさや厚みは国際標準化機構（ISO）や日本産業規格（JIS）等で規格化されている（後述）。機械処理の場合でも、非接触式の情報読み取りの場合には形状の自由度は比較的高い。
日本社会における標準的サイズには、クレジットカード等と、定期乗車券等で広く使われるものとの2種類がある。

## カードの用途
カードには、次の大きな用途が4つあり、特に前者3つは組み合わさっている。
- 記録 - 情報の蓄積、分類、検索のために、情報を記載する。
- 携帯 - 発行者が情報を記載して発行したカードを、利用者が持ち歩き、必要に応じて提示する。
- 伝達 - メッセージを伝達するため、利用者がメッセージを記入、あるいはあらかじめ記入されたカードを選択して、相手に提示する。
- 遊戯 - ゲームなど遊びに用いるカード。複数枚が1セットになっていることが多い。

## カードの材質
カードの材質には、以下のものがある。センターコア部分とコーティング部分で異なる場合もある。
- 紙
  - 天然紙 - 上質紙、コート紙・アート紙（天然紙に白色顔料等を塗布）など
  - 合成紙 - ユポ、ピーチコート（ポリプロピレン等に表面塗装）、クリスパー、カルレ、タフパーなど
- プラスチック
  - ポリ塩化ビニル（PVC） - プラスチック素材で最も多く利用されていている。下記のPET-Gに代替される傾向にある。
  - ポリエチレンテレフタラート（PET）、ポリエステル
  - 非結晶性ポリエステル（PET-G） - 環境にやさしい。エンボスなどの加工が容易。

## カードの記録方式と内容
カードには何らかの情報が記録される。判読が人間なのか機械かによって記録方法は以下さまざまに異なる。
物理的な記録
文字、図形、写真や、バーコードのような機械判読のための符号などを用いる。
- 筆記（手書き）
- 形状記録
  - エンボス・デボス（凸・凹をつける）
  - 切り欠き
  - 穴
    - パンチカード

- 印刷、サーマル印刷、リライト印刷
  - 活字、図像
  - バーコード

電気的な記録（データ）
- 磁性
  - 磁気コード、磁気ストライプ

- 半導体メモリ・光メモリ
  - ICチップ、ICカード、Javaカード
  - 光メモリカード

用途によっては、偽造・変造を防止するため以下のような各種技術が用いられる。
- 識別器を用いて判別する - 発光インク、隠し磁気コード
- 複製を難しくする - マイクロ文字、複製防止画線
- 偽造を難しくする - 偽造防止ラベル（ホログラムなど）
- 変造を難しくする - 保護ラミネート層

## カードの規格

### ISO
国際標準化機構 (ISO)/国際電気標準会議 (IEC) が制定した国際規格 (IS) で、カードに関するものには次のものがある。
- ISO/IEC 7810:2003 Identification cards -- Physical characteristics
日本で広く用いられる規格のひとつ（後述）。
- ISO/IEC 7811
  - ISO/IEC 7811-1:2002 Identification cards -- Recording technique -- Part 1: Embossing
  - ISO/IEC 7811-2:2001 Identification cards -- Recording technique -- Part 2: Magnetic stripe -- Low coercivity
  - ISO/IEC 7811-6:2001 Identification cards -- Recording technique -- Part 6: Magnetic stripe -- High coercivity
  - ISO/IEC 7811-7:2004 Identification cards -- Recording technique -- Part 7: Magnetic stripe -- High coercivity, high density
- ISO/IEC 7812
  - ISO/IEC 7812-1:2000 Identification cards -- Identification of issuers -- Part 1: Numbering system
  - ISO/IEC 7812-2:2000 Identification cards -- Identification of issuers -- Part 2: Application and registration procedures
- ISO/IEC 7816
  - ISO/IEC 7816-1:2011 Identification cards -- Integrated circuit cards -- Part 1: Cards with contacts - Physical characteristics
  - ISO/IEC 7816-2:2007 Identification cards -- Integrated circuit cards -- Part 2: Cards with contacts - Dimensions and location of the contacts
  - ISO/IEC 7816-3:2006 Identification cards -- Integrated circuit cards -- Part 3: Cards with contacts — Electrical interface and transmission protocols
  - ISO/IEC 7816-4:2013 Identification cards -- Integrated circuit cards -- Part 4: Organization, security and commands for interchange
  - ISO/IEC 7816-5:1994 Identification cards -- Integrated circuit(s) cards with contacts -- Part 5: Numbering system and registration procedure for application identifiers
  - ISO/IEC 7816-6:2004 Identification cards -- Integrated circuit cards -- Part 6: Interindustry data elements for interchange
  - ISO/IEC 7816-7:1999 Identification cards -- Integrated circuit(s) cards with contacts -- Part 7: Interindustry commands for Structured Card Query Language (SCQL)
  - ISO/IEC 7816-8:2004 Identification cards -- Integrated circuit cards -- Part 8: Commands for security operations
  - ISO/IEC 7816-9:2004 Identification cards -- Integrated circuit cards -- Part 9: Commands for card management
  - ISO/IEC 7816-15:2004 Identification cards -- Integrated circuit cards -- Part 15: Cryptographic information application
- ISO 13491-2:2000 Banking -- Secure cryptographic devices (retail) -- Part 2: Security compliance checklists for devices used in magnetic stripe card systems
- ISO/IEC 14443
  - ISO/IEC 14443-1:2000 Identification cards -- Contactless integrated circuit(s) cards -- Proximity cards -- Part 1: Physical characteristics
  - ISO/IEC 14443-2:2001 Identification cards -- Contactless integrated circuit(s) cards -- Proximity cards -- Part 2: Radio frequency power and signal interface
  - ISO/IEC 14443-3:2001 Identification cards -- Contactless integrated circuit(s) cards -- Proximity cards -- Part 3: Initialization and anticollision
  - ISO/IEC 14443-4:2001 Identification cards -- Contactless integrated circuit(s) cards -- Proximity cards -- Part 4: Transmission protocol
- ISO/IEC 15457
  - ISO/IEC 15457-1:2001 Identification cards -- Thin flexible cards -- Part 1: Physical characteristics
  - ISO/IEC 15457-2:2001 Identification cards -- Thin flexible cards -- Part 2: Magnetic recording techniques
  - ISO/IEC 15457-3:2002 Identification cards -- Thin flexible cards -- Part 3: Test methods

### JISC
日本産業標準調査会 (JISC) が制定した日本産業規格 (JIS) のうち、カードに関するものには次のものがある。
識別カード (630X)
- JIS X 6301:1998 改  識別カード - 物理的特性
次節で詳述。
- JIS X 6302:1998 廃  識別カード - 記録技術
- JIS X 6302-1:2005 制  識別カード - 記録技術 - 第1部：エンボス
- JIS X 6302-2:2005 制   識別カード - 記録技術 - 第2部：磁気ストライプ－低保磁力
- JIS X 6302-6:2011 改   識別カード - 記録技術 - 第6部：磁気ストライプ－高保磁力
- JIS X 6302-9:2012 制   識別カード - 記録技術 - 第9部：触ってカードを区別するための凸記号

試験方法 (6305-X)
- JIS X 6305:1995 廃  識別カード - 試験方法
- JIS X 6305-1:2003 制  識別カードの試験方法 第1部：一般的特性の試験
- JIS X 6305-2:2003 制  識別カードの試験方法 第2部：磁気ストライプカード
- JIS X 6305-3:2002 制  識別カードの試験方法 第3部：外部端子付きICカード及び接続装置
- JIS X 6305-5:2003 制  識別カードの試験方法 第5部：光メモリーカード
- JIS X 6305-6:2001 制  識別カードの試験方法 第6部：外部端子なしICカード-近接型-
- JIS X 6305-7:2001 制  識別カードの試験方法 第7部：外部端子なしICカード-近傍型-

プリペイドカード (631X)
- JIS X 6310:1996 制 プリペイドカード - 一般通則
- JIS X 6311:1996 改 プリペイドカード - 買物用カード - 物理的特性及び形状・寸法
- JIS X 6312:1991 廃 プリペイドカード - 表示
- JIS X 6313:1996 改 プリペイドカード - 買物用カード - 磁気的特性及び情報記録様式
- JIS X 6314:1996 改 プリペイドカード - 買物用カード - 磁気記録フォーマット

外部端子付きICカード (6320-X)
- JIS X 6320-1:2010 制  識別カード - ICカード - 第1部：外部端子付きICカードの物理的特性
- JIS X 6320-2:2009 制  識別カード - ICカード - 第2部：外部端子付きICカードの端子の寸法及び位置
- JIS X 6320-3:2009 制  識別カード - ICカード - 第3部：外部端子付きICカードの電気的インタフェース及び伝送プロトコル
- JIS X 6320-4:2009 制  識別カード - ICカード - 第4部：交換のための構成，セキュリティ及びコマンド
- JIS X 6320-5:2006 制  ICカード - 第5部：アプリケーション提供者識別子の登録
- JIS X 6320-6:2006 制  ICカード - 第6部：交換のための産業間共通データ要素
- JIS X 6320-8:2006 制  ICカード - 第8部：セキュリティ処理コマンド
- JIS X 6320-9:2006 制  ICカード - 第9部：カード管理共通コマンド

外部端子なしカード (632X)
- 密着型ICカード (6321)
  - JIS X 6321-1:2002 廃  外部端子なしICカード - 密着型 - 第1部：物理的特性
  - JIS X 6321-2:1998 廃  外部端子なしICカード - 密着型 - 第2部：結合領域の寸法及び位置
  - JIS X 6321-3:1998 廃  外部端子なしICカード - 密着型 - 第3部：電気信号及びリセット手順

- 近接型ICカード (6322)
  - JIS X 6322-1:2001 外部端子なしICカード - 近接型 - 第1部：物理的特性
  - JIS X 6322-2:2001 外部端子なしICカード - 近接型 - 第2部：電力伝送及び信号インタフェース
  - JIS X 6322-3:2001 外部端子なしICカード - 近接型 - 第3部：初期化及び衝突防止
  - JIS X 6322-4:2002 外部端子なしICカード - 近接型 - 第4部：伝送プロトコル

- 近傍型ICカード (6323)
  - JIS X 6323-1:2001 外部端子なしICカード - 近傍型 - 第1部：物理的特性
  - JIS X 6323-2:2001 外部端子なしICカード - 近傍型 - 第2部：電波インタフェース及び初期化
  - JIS X 6323-3:2001 外部端子なしICカード - 近傍型 - 第3部：衝突防止及び伝送プロトコル

光カード (633X)
- JIS X 6330:2001 光メモリカード - 直線記録方式 - 物理的特性
- JIS X 6331:1998 光メモリカード - 直線記録方式 - 論理データ構造
- JIS X 6332:1999 光メモリカード - 直線記録方式 - 情報交換用データ様式

用語 (690X)
- JIS X 6901:2003 カード及びカードシステム用語

磁気カード
- JIS B 9560:1979 廃 磁気ストライプ付きクレジットカード
- JIS B 9561:1979 廃 磁気ストライプ付きクレジットカードの磁気的情報記録様式

特定用途カード
- 保険医療カード

### 日本の諸規格
- 85.60 × 53.98 × 0.76 mm (ISO/IEC 7810:2003 ID-1, JIS X 6301:2005 ID-1) -- クレジットカード、キャッシュカード、IC式乗車カードの一部（Suica・ICOCA）など
- 85.0 × 57.5 × 0.25 mm （サイバネ規格） -- 定期券、パスネット、JR乗車券などの磁気カード
- NTTグループのテレホンカード規格 - 磁気カードとICカードとで少しサイズが異なる。
  - 86.0 × 54.0 × 0.28 mm -- テレカ
  - 85.6 × 54.0 × 0.45 mm -- ICテレカ

## カードの一覧
カードの詳細は各項目を参照。その他記載にないカードに関する記事は、category:カード を参照。

### 支払いを行うもの、支払いを証明するもの
- キャッシュカード、バンクカード、現金自動支払機で使うCDカード、振込カード
  - デビットカード

- プリペイドカード
  - 乗車カード
    - ストアードフェアカード（SFカード）
      - 日本の交通系ICカード全国相互利用サービス（Suica、PASMO、ICOCA、manaca、TOICAなど）
      - 旧Jスルーカード、パスネットのカード、スルッとKANSAIカード、関東地区のバス共通カード（すべて終了）など

  - 利用カード
    - テレホンカード、各社のパチンコカード（パチンコで使う玉数や残額を記録）、各社のテレビカード、ハイウェイカード（終了）、モバイラーズチェック（終了）
    - エントリーカード（e-AMUSEMENT等のアーケードゲーム機にて使用される）

  - 買物カード
    - クオカード、図書カード、ギフトカード、楽天Edy、オレンジカード（発売終了）、ふみカード（終了）、

- ポストペイドカード
  - クレジットカード、ETCカード
  - PiTaPa
  - SIMカード、FOMAカード、UIMカード

- 店舗等の利用を証明するためのカード
  - ポイントカード、スタンプカード、商店街カード

### 身元を示すもの
- 名刺、ネームカード、ビジネスカード

- 身分証明書 / IDカード
  - マイナンバーカード（個人番号カード）、住民基本台帳カード
  - パスポート、EDカード

- 所属を示すカード
  - 学生証カード
  - 社員証カード
  - 会員カード（会員証）

- ライセンスカード（免許証・資格証・許可証）
  - 運転免許証
  - グリーンカード（米国、抽選式永住権）

- 認定証
  - Cカード（レジャーダイビング認定カード）

- 施設等を利用するためのカード
  - 入館証（入館カード）
  - 図書館利用カード（図書館カード、貸出カード）
  - 診察カード（診察券）
  - 保険医療カード（保険証）、福祉カード、げんきカード
  - 印鑑カード（印鑑証明交付用）
  - 市民カード
  - B-CASカード

### 何らかの情報を他者に示すもの
- 相手に渡すもの
  - はがき（ポストカード）
  - グリーティングカード
    - クリスマス・カード、バースデーカード

  - QSLカード（交信証明書）、ベリカード（受信証）

- 相手に渡さないもの
  - 情報の表示・提示
    - プライスカード（値札）、POPカード
    - テロップカード
    - スポーツの審判のカード
      - レッドカード、イエローカード、グリーンカード

  - 個人の意思表示
    - 緊急医療カード（医療関係者へのメッセージカード）
    - 臓器提供意思表示カード（ドナーカード）

### 情報自体を蓄積・分類するためのもの
- 情報カード
  - 図書目録カード、文献カード
  - 歌詞カード
  - 献立カード（レシピ）
  - 医療カード、カルテ（医療情報）
  - 暗記カード、単語カード
  - 京大式カード
- メモ用カード
  - ダンスカード

### 遊戯のためのもの
- カード自体で遊ぶもの
特定の商標などについてはCategory:カードゲーム参照。
  - トランプ（プレイングカード）
  - タロット（タロー）
  - 紙牌
  - 花札
  - かるた（歌留多）、百人一首
  - めんこ
  - トレーディングカード（トレカ）
    - トレーディングカードゲーム (TCG)
- ワイルドカード - トランプやUNOなどの多数のカードを用いるゲームにおいて、どのカードにも置き換えることが許される、特別な役割のカードの名称。トランプではジョーカーや点数表が書かれたカードが代用される。オールマイティとも。

### その他
フィクション作品には、上記の分類で伝達または遊戯用に属するカードを手裏剣の様に投げ、武器やメッセージとして使うキャラクターが多数存在する（無論、携帯や蓄積に属するカードは紛失や破損のリスクからして投げるには不向き）。

## カード社会
日本では1990年代より「カード（型）社会」と呼ばれ、運転免許証のサイズ小型化（1994年 - 現行）、会員カード、ポイントカード、磁気式プリペイドカード、金融関連カードなど日本社会に多数のカードが普及した。1人あたりの所持枚数は、10枚以上ともいわれる。
また、現金決済よりもクレジットカードなどのカード決済が選好される状況も「カード社会」と言い、アメリカ合衆国などは1950 - 1960年代から普及している。

## 語の転用
上記に転じ、カードのような形状をした機器等を「カード」「カード型○○」と呼ぶ例がある。
- キーカード、カードキー - この場合はカード型の鍵のようなものの意味。
- 拡張カード
  - PCカード
  - グラフィックカード、ネットワークカード
- メモリーカード
  - SRAMカード、SDメモリーカード、xDピクチャーカード
- SIMカード、PHSカード
- カード型電卓、カード型データモデル
- カード型コンパクトディスク（CD）、CD-DA